# Litteraturåret 2016

## Årets händelser
- 17–20 mars – Bokmässan i Leipzig
- 23 april – Världsbokdagen[1]
- 12 maj – Sara Stridsberg blir invald i Svenska Akademien
- 19–23 oktober – Bokmässan i Frankfurt
- 20–23 september – Bokmässan i Göteborg med temat yttrandefrihet.

## Priser och utmärkelser
- Nobelpriset i litteratur – Bob Dylan, USA
- Augustpriset
  - Skönlitterär bok: Lina Wolff för De polyglotta älskarna (Bonniers)
  - Fackbok: Nina Burton för Gutenberggalaxens nova. En essäberättelse om Erasmus av Rotterdam, humanismen och 1500-talets medierevolution (Bonniers)
  - Barn- och ungdomsbok: Ann-Helén Laestadius för Tio över ett (Rabén & Sjögren)
- Borås Tidnings debutantpris – Stina Stoor för novellsamlingen Bli som folk[2]
- De Nios Stora Pris– Carola Hansson
- De Nios Vinterpris – Jonas Brun, Helena Granström och Aino Trosell
- Doblougska priset – Kristina Sandberg och Mirja Unge, Sverige samt Inghill Johansen och Per Petterson, Norge
- Emilpriset – Åsa Storck
- Ferlinpriset – Lars Norén
- Finska deckarsällskapets pris till årets utländska författare – Johan Theorin för Ölandskvartetten
- Georg Büchnerpriset – Marcel Beyer
- Gerard Bonniers essäpris – Georg Klein
- Gerard Bonniers lyrikpris – Åsa Maria Kraft för Randfenomen
- Gun och Olof Engqvists stipendium – Carl Erland Andersson
- Gustaf Fröding-sällskapets lyrikpris – Jila Mossaed
- Harry Martinson-priset – Ulf Danielsson
- Ivar Lo-priset – Vibeke Olsson
- John Landquists pris – Nils Uddenberg
- Jolopriset – Lena Sundström
- Kallebergerstipendiet – Pär Hansson
- Karin Boyes litterära pris – Ulrika Wallenström
- Karl Vennbergs pris – Lasse Söderberg
- Katapultpriset – Stina Stoor för Bli som folk
- Kulla-Gulla-priset – Ulf Stark
- Letterstedtska priset för översättningar – Inger Johansson
- Litteraturpriset till Astrid Lindgrens minne – Meg Rosoff, USA
- Ludvig Nordström-priset – Åke Smedberg
- Mårbackapriset – Ebba Witt-Brattström
- Nils Holgersson-plaketten – Frida Nilsson för Ishavspirater[3]
- Nordiska rådets litteraturpris – Katarina Frostenson för diktsamlingen Sånger och formler
- P.O. Enquists pris – Lars Petter Sveen[4]
- Samfundet De Nios Särskilda pris – Johan Beck-Friis och Maria Küchen
- Sara Lidman-priset – Kajsa "Ekis" Ekman[5]
- Stiftelsen Natur & Kulturs översättarpris – Magnus Lindman och Ervin Rosenberg
- Stiftelsen Selma Lagerlöfs litteraturpris – Sara Stridsberg
- Stig Dagermanpriset – Adonis
- Stig Sjödinpriset – Mattias Alkberg
- Svenska Akademiens nordiska pris – Monika Fagerholm, Finland
- Svenska Akademiens översättarpris – Maria Ekman
- Svenska Dagbladets litteraturpris – Lina Wolff för De polyglotta älskarna[6]
- Sveriges Radios romanpris – Aris Fioretos för Mary
- Sveriges Radios lyrikpris – Catharina Gripenberg för Handbok att bära till en dräkt
- Sveriges Radios novellpris – Olivia Bergdahl för Hjälten Josef Schultz på fotografiet[7]
- Tegnérpriset – Lars-Håkan Svensson
- Tollanderska priset – Bengt Ahlfors
- Tranströmerpriset – Sirkka Turkka (Finland)[8]
- Övralidspriset – Karin Johannisson

## Årets böcker

### Skönlitteratur

#### Romaner/noveller
- Lena Ackebo – Världens vackraste man
- Margaret Atwood – Hag-Seed
- Therese Bohman – Aftonland
- Linda Boström Knausgård – Välkommen till Amerika
- Arne Dahl – Utmarker
- Inger Edelfeldt – Fader vår
- Lyra Ekström Lindbäck – I tiden
- Horace Engdahl – Den sista grisen
- Åsa Ericsdotter – Epidemin
- Ulf Eriksson – Det begravda berget
- Patrik Godin – Recept för martyrer
- Elin Grelsson Almestad – Hundarna på huvudgatan
- Jan Guillou – Äkta amerikanska jeans
- Hans Gunnarsson – Rum för resande
- Madeleine Hessérus – Elefantens fot
- Eija Hetekivi Olsson – Miira
- Vigdis Hjorth – Arv og miljø
- Elsie Johansson – Riktiga Elsie
- Lars Kepler – Kaninjägaren
- Michael Kumpfmüller – Die Erziehung des Mannes
- Ulrika Kärnborg – Saturnus tecken
- Ola Larsmo – Swede Hollow
- Kristoffer Leandoer – De försvunna böckernas bibliotek
- Eva-Marie Liffner – Blåst!
- Andreas Lundberg – Storm i den pelare som bär
- Qaisar Mahmood – Halva liv
- Sara Mannheimer – Urskilja oss
- Ellen Mattson – Sommarleken
- Håkan Nesser – Eugen Kallmanns ögon
- Lars Norén – En dramatikers dagbok 20132015
- Bengt Ohlsson - Drick värmen ur min hand
- Lotta Olsson – De dödas verkliga antal
- Caterina Pascual Söderbaum – Den skeva platsen
- Leif G.W. Persson – Kan man dö två gånger?
- Malte Persson – Om Ofissim
- Björn Ranelid – Överbefälhavarens hemlighet
- Niklas Rådström – En Marialegend
- Steve Sem-Sandberg – Stormen
- Andrzej Tichy – Eländet
- Mario Vargas Llosa –En peruansk affär
- Ebba Witt-Brattström – Århundradets kärlekskrig
- Lina Wolff – De polyglotta älskarna
- Per Wästberg – Det gula pensionatet. En händelselös roman
- Juli Zeh – Unterleuten

#### Lyrik
- Bob Hansson – och grannsämjan är en långsam bödel
- Ann Jäderlund – djupa kärlek ingen
- Birgitta Lillpers – Anteckningar om hö
- Eva Ström – Och morgonen redan stark och vaken omkring dig
- Magnus William-Olsson – Eremitkräftans sånger

### Sakprosa
- Carina Burman – Vi romantiska resenärer. Om Ellen Rydelius och hennes resehandböcker
- Nina Burton –  Gutenberggalaxens nova. En essäberättelse om Erasmus av Rotterdam, humanismen och 1500-talets medierevolution
- Peter Englund – Jag kommer ihåg
- Aris Fioretos – Vatten, gåshud. Ett otal ord om romanen
- Helena Granström och Marcus Elmerstad – Det som en gång var
- Hanne Kjöller – En svensk tiger – vittnesmål från poliser som vågat ryta ifrån
- Ulf Karl Olov Nilsson – Glömskans bibliotek. En essä om demens, vansinne och litteratur
- Niklas Orrenius – Skotten i Köpenhamn. Ett reportage om Lars Vilks, extremism och yttrandefrihetens gränser
- Charlotta von Zweigbergk – Fattigfällan
- Gunnar Wetterberg – Skånes historia. Del 1
- Ebba Witt-Brattström – Kulturmannen och andra texter
- Elisabeth Åsbrink – 1947

## Avlidna
- 9 januari – Ove Allansson, 83, svensk författare och sjöman.[9]
- 11 januari – Gunnel Vallquist, 97, svensk författare, översättare och kritiker, ledamot av Svenska Akademien.
- 18 januari – Michel Tournier, 91, fransk författare.[10]
- 5 februari – Bodil Malmsten, 71, svensk författare.[11]
- 8 februari – Margaret Forster, 77, brittisk författare.[12]
- 12 februari – Bergljot Hobæk Haff, 90, norsk författare.
- 19 februari
  - Umberto Eco, 84, italiensk författare.[13]
  - Harper Lee, 89, amerikansk författare.[14][15][16]
- 31 mars – Imre Kertész, 86, ungersk författare, nobelpristagare 2002.
- 2 april – Lars Gustafsson, 79, svensk författare, poet och akademiker.[17]
- 12 april
  - Göran Palm, 85, svensk författare.[18]
  - Arnold Wesker, 83,  brittisk pjäsförfattare.[19]
- 28 april – Jenny Diski, 68, brittisk författare.[20]
- 8 maj – Philippe Beaussant, 86, fransk musikvetare och författare.[21]
- 13 maj – Nils Schwartz, 72, svensk kulturjournalist, litteratur- och teaterkritiker.[22]

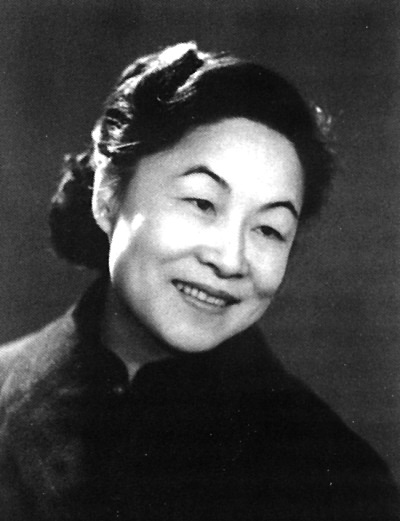
Yang Jiang 1962.

- 25 maj – Yang Jiang, 104, kinesisk författare, dramatiker och översättare.[23]
- 4 juni – Antti Hyry, 84, finländsk författare.[24]
- 7 juni – Marita Lindquist, 97, finländsk (finlandssvensk) författare.[25]
- 15 juni – Lois Duncan, 82, amerikansk författare.[26]
- 25 juni – Maurice G. Dantec, 57 år, fransk-kanadensisk författare.[27]
- 1 juli – Yves Bonnefoy, 93, fransk poet, essäist och översättare.[28]
- 2 juli
  - Robert Nye, 77, brittisk poet och författare.[29]
  - Elie Wiesel, 87, rumänskfödd amerikansk författare och överlevare av förintelsen.[30]
- 10 juli – Leif Nylén, 77, svensk författare, musiker, konst- och litteraturkritiker.[31]
- 14 juli – Péter Esterházy, 66, ungersk författare.[32]
- 28 juli – Mahasweta Devi, 90, indisk (bengalisk) författare.[33]
- 31 juli
  - Mats Gellerfelt, 64, svensk kritiker, författare och översättare.[34]
  - Fazil Iskander, 87, sovjetisk-rysk (abchazisk) författare.[35]
- 13 augusti – Françoise Mallet-Joris, 86, belgisk författare.[36]
- 20 augusti – Ignacio Padilla, 47, mexikansk författare.[37]
- 25 oktober – Göran Norström, 88, svensk författare, journalist.[38]
- 4 november – Gunnar E. Sandgren, 87, svensk journalist och författare.[39]
- 12 november – Jacques Werup, 71, svensk författare, manusförfattare och musiker.
- 23 november – Karin Johannisson, 72, svensk idéhistoriker och författare.

### Fotnoter
1. ↑  ”Temadagar 2016”. Temadagar. Arkiverad från originalet den 26 december 2015. https://web.archive.org/web/20151226070034/http://temadagar.se/temadagar-2016/. Läst 31 december 2015.
2. ↑  ”Debutantpriset: Stoort grattis, Stina!. Borås Tidning. Läst 24 februari 2016”. Arkiverad från originalet den 24 februari 2016. https://web.archive.org/web/20160224123013/http://www.bt.se/kultur-noje/i-kvall-18-30-se-vem-som-far-debutantpriset-i-direktsandning/. Läst 24 februari 2016.
3. ↑  ”Frida Nilsson tilldelas Nils Holgersson-plaketten”. Svensk biblioteksförening. Arkiverad från originalet den 5 oktober 2016. https://web.archive.org/web/20161005155750/http://www.biblioteksforeningen.org/plakettpriserna/. Läst 4 oktober 2016.
4. ↑  Lars-Petter Sveen tilldelas årets P.O. Enquist-pris. Norstedts. Läst 10 september 2016 Arkiverad 12 september 2016 hämtat från the Wayback Machine.
5. ↑  Sara Lidman-sällskapet. ”Kajsa Ekis Ekman tilldelas Sara Lidman-priset 2016”. Pressmeddelande.  Läst 26 januari 2016. Arkiverad från originalet den 18 juli 2018.
6. ↑  SvD:s litteraturpris till kaxig roman. Svenska Dagbladet. Läst 15 november 2016.
7. ↑  ”Olivia Bergdahl får Sveriges Radios novellpris 2016”. Sveriges Radio. 24 september 2016. http://sverigesradio.se/sida/gruppsida.aspx?programid=2938&grupp=21081&artikel=6523247. Läst 26 september 2016.
8. ↑  ”2016 års Tranströmerpris tilldelas Sirkka Turkka”. Västerås Stad. 18 februari 2016. Arkiverad från originalet den 1 mars 2016. https://web.archive.org/web/20160301065325/http://www.vasteras.se/nyheter/nyheter/2016-02-18-2016-ars-transtromerpris-tilldelas-sirkka-turkka.html. Läst 21 februari 2016.
9. ↑  ”Författaren Ove Allansson är död”. Göteborgs-Posten. Arkiverad från originalet den 9 januari 2016. https://web.archive.org/web/20160109210008/http://www.gp.se/kulturnoje/1.2951843-forfattaren-ove-allansson-ar-dod. Läst 9 januari 2016.
10. ↑  http://www.lefigaro.fr/flash-actu/2016/01/18/97001-20160118FILWWW00360-l-ecrivain-michel-tournier-est-mort.php
11. ↑  ”Författaren Bodil Malmsten död”. Svd. 6 februari 2016. http://www.svd.se/forfattaren-bodil-malmsten-dod/om/kultur. Läst 6 februari 2016.
12. ↑  ”Author Margaret Forster dies from cancer aged 77”. BBC. http://www.bbc.com/news/entertainment-arts-35520860. Läst 8 februari 2016.
13. ↑  Morto lo scrittore Umberto Eco, La Repubblica, läst 20 februari 2016
14. ↑  http://www.al.com/news/index.ssf/2016/02/harper_lee_dead_at_age_of_89_t.html
15. ↑  Harper Lee, 'To Kill a Mockingbird' author, dead at 89
16. ↑  ”Harper Lee dead at age of 89: 'To Kill a Mockingbird Author' passes away”. AL.com. 19 februari 2016. http://www.al.com/news/index.ssf/2016/02/harper_lee_dead_at_age_of_89_t.html. Läst 19 februari 2016.
17. ↑  ”Kulturpersonligheten Lars Gustafsson död”. Expressen. 3 april 2016. http://www.expressen.se/kultur/kulturpersonligheten-lars-gustafsson-dod/. Läst 4 april 2016.
18. ↑  ”Suhonen: Medborgare Palm är död”. Expressen. 12 april 2016. http://www.expressen.se/kultur/suhonen-medborgare-goran-palm-ar-dod/. Läst 12 april 2016.
19. ↑  British playwright Arnold Wesker dies, aged 83
20. ↑  Author Jenny Diski, diagnosed with inoperable cancer, dies aged 68
21. ↑  Mort de l'académicien Philippe Beaussant (franska)
22. ↑  http://www.expressen.se/kultur/kritikernestorn-nils-schwartz-ar-dod/
23. ↑  钱钟书夫人杨绛因病去世 享年105岁 (kinesiska)
24. ↑  ”Författaren Antti Hyry är död”. Västerbottens-Kuriren. Arkiverad från originalet den 5 juni 2016. https://web.archive.org/web/20160605112158/http://www.vk.se/1740364/forfattaren-antti-hyry-ar-dod. Läst 5 juni 2016.
25. ↑  http://svenska.yle.fi/artikel/2016/06/07/marita-lindquist-dod
26. ↑  Young-adult fiction writer Lois Duncan dies
27. ↑  ”L'écrivain Maurice G. Dantec est mort” (på franska). Le Monde. 27 juni 2016. http://www.lemonde.fr/livres/article/2016/06/27/l-ecrivain-maurice-g-dantec-est-mort_4958975_3260.html. Läst 28 juni 2016.
28. ↑  Cunha, Amaury da (1 juli 2016). ”Le Monde.fr” (på franska). ISSN 1950-6244. http://www.lemonde.fr/disparitions/article/2016/07/01/mort-d-yves-bonnefoy-poete-traducteur-et-critique-d-art_4962338_3382.html. Läst 1 juli 2016.
29. ↑  Poet and award-winning Falstaff novelist Robert Nye dies aged 77
30. ↑  Berger, Joseph (2 juli 2016). ”Elie Wiesel, Auschwitz Survivor and Nobel Peace Prize Winner, Dies at 87”. The New York Times. ISSN 0362-4331. http://www.nytimes.com/2016/07/03/world/europe/elie-wiesel-auschwitz-survivor-and-nobel-peace-prize-winner-dies-at-87.html. Läst 2 juli 2016.
31. ↑  Leif Nylén är död (DN 2016-07-11)
32. ↑  Péter Esterházy gestorben (tyska)
33. ↑  Eminent writer Mahasweta Devi dies at 90 in Kolkata
34. ↑  http://www.svd.se/tack-for-allt-mats-gellerfelt/om/kultur
35. ↑  Abkhaz writer Fazil Iskander dies, aged 87
36. ↑  Mort de la romancière Françoise Mallet-Joris (franska)
37. ↑  Falleció Ignacio Padilla en accidente automovilístico (spanska)
38. ↑  ”Gästrikeförfattaren Göran Norström är död”. Arbetarbladet. Arkiverad från originalet den 8 november 2016. https://web.archive.org/web/20161108125828/http://www.arbetarbladet.se/slakt-o-vanner/gastrikeforfattaren-goran-norstrom-ar-dod. Läst 8 november 2016.
39. ↑  Familjesidan.se